# Albert Jeanneret

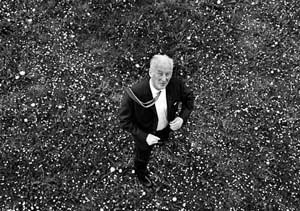
Albert Jeanneret (ca. 1966)

Albert Jeanneret, auch Jacques Henri Albert Jeanneret (geboren 7. Februar 1886 in La Chaux-de-Fonds; gestorben 1973 in Corseaux) war ein Schweizer Musiker, Komponist und Violinist. Er war der ältere Bruder von Le Corbusier.

## Biografie
Albert Jeanneret studierte zunächst Violine und Harmonielehre bei Georges-Albert Pantillon in La Chaux-de-Fonds, bevor er ab 1900 seine Ausbildung bei Andreas Moser an der Königlichen Hochschule in Berlin fortsetzte.
1908 erhielt er einen ersten Preis für Virtuosität in der Klasse von Henri Marteau am Genfer Musikkonservatorium (Conservatoire de musique de Genève). Zu dieser Zeit gründete Albert Jeanneret eine Gesellschaft junger Komponisten, zu der auch Jean Binet und Charles Faller gehörten. 1909 verliess er Genf, um Émile Jaques-Dalcroze nach Hellerau bei Dresden zu folgen, wo er an dem von ihm entwickelten Institut Rhythmik lehrte; sein Bruder Le Corbusier besuchte ihn 1911 dort.
1914, während des Ersten Weltkriegs kehrte er in die Schweiz zurück, gründete ein Streichquartett und machte so die Bevölkerung von La Chaux-de-Fonds mit zeitgenössischer Musik bekannt. Um diese Zeit studierte er Komposition bei Georg Wille-Helbing in Freiburg im Breisgau, der aus La Chaux-de-Fonds stammte.  Reihe
Auf Betreiben seines Bruders, des Stadtplaners Charles-Edouard Jeanneret-Gris, bekannt als Le Corbusier, trat er 1919 als Lehrer in die Schola Cantorum in Paris ein und eröffnete dann seine eigene Schule: die Französische Schule für Rhythmik und Körpererziehung (l’École française de rythmique et d’éducation corporelle).
Er heiratete die Schwedin Lotten Maria Jeanneret-Gris geb. Wallborg (1867–1973) am 26. Juni 1923 in Sund, Östergötland, in zweiter Ehe. Aus ihrer vorherigen Ehe mit Axel Leonhard Rääf i Småland hatte sie vier Kinder. Albert Jeanneret kehrte 1939 endgültig in die Schweiz zurück und liess sich in der von seinem Bruder für die Eltern erbauten «Villa Le Lac» am in Corseaux am Genfersee nieder. Er unterrichtete Musik in Vevey, wo er hauptsächlich mit Kindern arbeitete, und nahm zu Weihnachten 1963 die Platte 'La joie est la clé du bonheur' mit dem Kinderorchester der Stadt Vevey auf.
Albert Jeanneret hinterliess mehr als 150 musikalische Kompositionen. In der Kantons- und Universitätsbibliothek Lausanne wurde eine Sammlung der Werke von Albert Jeanneret angelegt.